# Академічне веслування на літніх Олімпійських іграх 2020 — парні двійки (жінки)
Змагання з академічного веслування в парних двійках серед жінок на літніх Олімпійських іграх 2020 року відбулися з 23 по 28 липня 2021 року на Веслувальному каналі Сі Форест. Змагалися 26 веслувальниць з 13 країн.

## Передумови
Це була 12-та поява цієї дисципліни на Олімпійських іграх. Її проводили щоразу відтоді, як 1976 року жіноче академічне веслування ввели до програми Олімпійських ігор.

## Кваліфікація
Кожен Національний олімпійський комітет (NOC) може виставити в цій дисципліні не більш як одного човна (двох веслувальниць). 13 квот розподілено таким способом:
- 11 через Чемпіонат світу 2019 року
- 2 через Фінальну кваліфікаційну регату

## Формат змагань
У цій дисципліні академічного веслування човном рухають дві веслувальниці, використовуючи по два весла (кожна по одному на обох боках човна). Змагання складаються з кількох раундів. Нинішні проводять у три раунди. У фіналах розігрують медалі та решту місць. Їм присвоюють літери абетки: що ближче літера до початку абетки, то на вище місце претендують веслувальниці. Назва півфіналів залежить від того, до якого фіналу з нього можуть потрапити веслувальниці. З кожного півфіналу можна потрапити до двох фіналів. Довжина дистанції становить 2000 метрів — олімпійський стандарт починаючи з 1912 року.
У першому раунді проводять три попередні запливи. Перші три човни в кожному запливі виходять до чвертьфіналу, а всі інші потрапляють до додаткового раунду.
Додатковий раунд дає веслувальницям ще один шанс потрапити до півфіналу. Човни, що посіли перші три місця, виходять до півфіналів, а решта — вибувають з подальшої боротьби.
Два півфінали по шість човнів у кожному. Перші три човни в кожному півфіналі виходять до фіналу A. Решта - потрапляють до фіналу B.
Третій і завершальний раунд — фінали. Кожен фінал визначає місце, що посіли веслувальниці. У фіналі A розігрують медалі, а також місця з 4-го по 6-те. У фіналі B розігрують місця з 7-го по 12-те тощо.

## Розклад
Змагання в цій дисципліні відбуваються впродовж шести окремих днів. Вказано час початку сесії. Під час однієї сесії можуть відбуватися змагання в кількох різних дисциплінах.
Вказано японський стандартний час (UTC + 9)
| Дата                         | Час       | Раунд             |
| ---------------------------- | --------- | ----------------- |
| П'ятниця, 23 липня 2021 року | 11:00     | Попередні запливи |
| Субота, 24 липня 2021 року   | 9:30      | Додатковий заплив |
| Понеділок, 26 липня 2021 р   | 10:20     | Півфінали A/B     |
| Середа, 28 липня 2021 року   | 8:30 9:18 | Фінал B Фінал A   |

## Результати

### Запливи
Перші три човни з кожного запливу кваліфікувалися до чвертьфіналів, а решта - потрапили до додаткового запливу.

#### Заплив 1
| Місце | Доріжка | Веслувальниці                         | Країна              | Час     | Примітки |
| ----- | ------- | ------------------------------------- | ------------------- | ------- | -------- |
| 1     | 3       | Брук Доног'ю Ганна Осборн             | Нова Зеландія (NZL) | 6:53.62 | Q        |
| 2     | 1       | Крістіна Ваґнер Дженевра Стоун        | США (USA)           | 6:55.65 | Q        |
| 3     | 4       | Елен Лефевр Елоді Равера-Скарамоцціно | Франція (FRA)       | 6:57.83 | Q        |
| 4     | 2       | Шуанмей Шень Сяосінь Лю               | Китай (CHN)         | 7:03.78 | Д        |
| 5     | 5       | Крістина Флейсснерова Ленка Антошова  | Чехія (CZE)         | 7:05.56 | Д        |

#### Заплив 2
| Місце | Доріжка | Веслувальниці                          | Країна                           | Час     | Примітки |
| ----- | ------- | -------------------------------------- | -------------------------------- | ------- | -------- |
| 1     | 3       | Ніколета-Анкуца Боднар Сімона Радіш    | Румунія (ROU)                    | 6:49.79 | Q        |
| 2     | 4       | Габріель Сміт Джессіка Севік           | Канада (CAN)                     | 6:57.69 | Q        |
| 3     | 1       | Алессандра Пателлі К'яра Ондолі        | Італія (ITA)                     | 6:59.58 | Q        |
| 4     | 2       | Катерина Питиримова Катерина Курочкіна | Олімпійський комітет Росії (ROC) | 7:03.96 | Д        |

#### Заплив 3
| Місце | Доріжка | Веслувальниці                       | Країна           | Час     | Примітки |
| ----- | ------- | ----------------------------------- | ---------------- | ------- | -------- |
| 1     | 4       | Рос де Йонґ Ліса Схенард            | Нідерланди (NED) | 6:49.90 | Q        |
| 2     | 3       | Доната Каралієне Мільда Вальчукайте | Литва (LTU)      | 6:50.38 | Q        |
| 3     | 1       | Аманда Бейтман Тара Ріґні           | Австралія (AUS)  | 6:53.30 | Q        |
| 4     | 2       | Аннекатрін Тіле Леоні Менцель       | Німеччина (GER)  | 6:59.61 | Д        |

### Додатковий заплив
Перші три човни з запливу виходять до півфіналу; четвертий - вибуває.
| Місце | Доріжка | Веслувальниці                          | Країна                           | Час     | Примітки |
| ----- | ------- | -------------------------------------- | -------------------------------- | ------- | -------- |
| 1     | 4       | Катерина Питиримова Катерина Курочкіна | Олімпійський комітет Росії (ROC) | 7:13.77 | Q        |
| 2     | 2       | Аннекатрін Тіле Леоні Менцель          | Німеччина (GER)                  | 7:14.92 | Q        |
| 3     | 3       | Крістина Флейсснерова Ленка Антошова   | Чехія (CZE)                      | 7:16.96 | Q        |
| 4     | 1       | Шуанмей Шень Сяосінь Лю                | Китай (CHN)                      | 7:21.93 |          |

### Півфінали
Перші три човни з кожного запливу вийшли до фіналу A, решту - потрапили до фіналу B 

#### Півфінал A/B 1
| Місце | Доріжка | Веслувальниці                          | Країна                           | Час     | Примітки |
| ----- | ------- | -------------------------------------- | -------------------------------- | ------- | -------- |
| 1     | 3       | Ніколета-Анкуца Боднар Сімона Радіш    | Румунія (ROU)                    | 7:04.31 | FA       |
| 2     | 5       | Брук Доног'ю Ганна Осборн              | Нова Зеландія (NZL)              | 7:09.05 | FA       |
| 3     | 2       | Доната Віштартайте Мільда Вальчукайте  | Литва (LTU)                      | 7:11.29 | FA       |
| 4     | 4       | Алессандра Пателлі К'яра Ондолі        | Італія (ITA)                     | 7:19.25 | FB       |
| 5     | 6       | Крістина Флейсснерова Ленка Антошова   | Чехія (CZE)                      | 7:24.22 | FB       |
| 6     | 1       | Катерина Питиримова Катерина Курочкіна | Олімпійський комітет Росії (ROC) | 7:24.37 | FB       |

#### Півфінал A/B 2
| Місце | Доріжка | Веслувальниці                         | Країна           | Час     | Примітки |
| ----- | ------- | ------------------------------------- | ---------------- | ------- | -------- |
| 1     | 3       | Рос де Йонґ Ліса Схенард              | Нідерланди (NED) | 7:08.09 | FA       |
| 2     | 2       | Габріель Сміт Джессіка Севік          | Канада (CAN)     | 7:09.44 | FA       |
| 3     | 4       | Крістіна Ваґнер Дженевра Стоун        | США (USA)        | 7:11.14 | FA       |
| 4     | 1       | Елен Лефевр Елоді Равера-Скарамоцціно | Франція (FRA)    | 7:12.68 | FB       |
| 5     | 5       | Аманда Бейтман Тара Ріґні             | Австралія (AUS)  | 7:15.25 | FB       |
| 6     | 6       | Аннекатрін Тіле Леоні Менцель         | Німеччина (GER)  | 7:20.44 | FB       |

## Фінали

#### Фінал B
| Місце | Доріжка | Веслувальниці                          | Країна                           | Час     | Примітки |
| ----- | ------- | -------------------------------------- | -------------------------------- | ------- | -------- |
| 7     | 2       | Аманда Бейтман Тара Ріґні              | Австралія (AUS)                  | 6:57.71 |          |
| 8     | 3       | Елен Лефевр Елоді Равера-Скарамоцціно  | Франція (FRA)                    | 6:58.52 |          |
| 9     | 4       | Алессандра Пателлі К'яра Ондолі        | Італія (ITA)                     | 6:58.88 |          |
| 10    | 5       | Крістина Флейсснерова Ленка Антошова   | Чехія (CZE)                      | 6:59.19 |          |
| 11    | 1       | Аннекатрін Тіле Леоні Менцель          | Німеччина (GER)                  | 7:01.21 |          |
| 12    | 6       | Катерина Питиримова Катерина Курочкіна | Олімпійський комітет Росії (ROC) | 7:01.83 |          |

#### Фінал A
| Місце | Доріжка | Веслувальниці                         | Країна              | Час     | Примітки |
| ----- | ------- | ------------------------------------- | ------------------- | ------- | -------- |
| 1     | 4       | Ніколета-Анкуца Боднар Сімона Радіш   | Румунія (ROU)       | 6:41.03 | OB       |
| 2     | 5       | Брук Доног'ю Ганна Осборн             | Нова Зеландія (NZL) | 6:44.82 |          |
| 3     | 3       | Рос де Йонґ Ліса Схенард              | Нідерланди (NED)    | 6:45.73 |          |
| 4     | 1       | Доната Віштартайте Мільда Вальчукайте | Литва (LTU)         | 6:47.44 |          |
| 5     | 6       | Крістіна Ваґнер Дженевра Стоун        | США (USA)           | 6:52.98 |          |
| 6     | 2       | Габріель Сміт Джессіка Севік          | Канада (CAN)        | 6:53.19 |          |